# Alberto Botta
Alberto Botta (Como, 6 gennaio 1946 – Milano, 11 novembre 2011) è stato un politico italiano, sindaco di Como nelle file di Forza Italia dal 1994 al 2002.

## Biografia
Laureato in economia e commercio, di professione commercialista, sposato con la professoressa Lorenza Gridavilla, dalla quale ha avuto tre figli. Appassionato di sport e montagna, è stato Segretario Nazionale del Club Alpino Italiano dal 1984 al 1988 e presidente del CONI provinciale di Como dal 1982 al 2011.
Aderisce a Forza Italia fin dalla sua fondazione. Alle elezioni comunali di Como del 1994 è candidato sindaco per una coalizione di centrodestra, venendo eletto al ballottaggio con il 54,5% dei voti. È confermato primo cittadino anche alle elezioni comunali del 1998, vincendo il ballottaggio con il 58,3% dei consensi. Rimane in carica fino al maggio 2002.
Muore nel novembre 2011 all'età di 65 anni.